# Camille Jullian
Camille Jullian (Marsiglia, 15 marzo 1859 – Parigi, 12 dicembre 1933) è stato uno storico, filologo e archeologo francese.
Fu studente di Fustel de Coulanges, di cui pubblicò l'opera postuma. Era specializzato nella Gallia e nell'epoca romana, studente dell'École normale supérieure, membro dell'École française de Rome e professore di antichità nazionali al Collège de France.
Fu anche eletto membro dell'Académie des inscriptions et belles-lettres nel 1908 e dell'Académie française nel 1924.